# Франсоа Купрен
Франсоа Купрен (на френски: François Couperin) е френски бароков композитор, органист и чембалист. Известен е като „Големият Купрен“, за да се различава от други членове на музикално надарено семейство Купрен.

## Биография
Купрен започва да се учи при баща си, а след смъртта му в 1679 г. – при Жак Томлен, органист на Кралския параклис (Chapelle Royale). При пълнолетие става органист на църквата Сен-Жерве в Париж, пост който и по-късно остава при други членове на семейството. Купрен чрез ментора си Томлен става и органист с титлата Кралски, присъдена му от Луи XIV. Въпреки завидните си умения на клавесина той не добива официално признание за този инструмент. Като органист и композитор в двора има званието „ordinaire de la musique de la chambre du Roi“ и концертира обикновено в неделя за краля.
Творчеството на Франсоа Купрен възлиза на 126 творби: четири книги, публикувани между 1713 и 1730 г., съдържат 27 сюити за клавесин.; композиции за орган съставляват две меси (Messe à l'usage ordinaire des paroisses pour les fêtes solemnelles; Messe propre pour les Convents de religieux et religieuses). В 1716 г. излиза неговата книга Изкуството да се свири на клавесин, която освен обяснения за различни апликатури съдържа 8 прелюда.
Купрен е повлиян от Арканджело Корели, чиято трио-сонатна форма внася във Франция, написвайки сам две големи трио-сонати. A влиянието на Купрен се открива у по-късни композитори и пианисти катоЙохан Себастиан Бах или Йоханес Брамс.